# Andigné
Andigné – miejscowość i dawna gmina we Francji, w regionie Kraj Loary, w departamencie Maine i Loara. W 2013 roku jej populacja wynosiła 391 mieszkańców. 
1 stycznia 2016 roku połączono dwie wcześniejsze gminy: Le Lion-d’Angers oraz Andigné. Siedzibą gminy została miejscowość Le Lion-d’Angers, a nowa gmina przyjęła jej nazwę. 